# Canton de Lorgues
Le canton de Lorgues est une division administrative française située dans le département du Var et la région Provence-Alpes-Côte d'Azur.
Lorgues a perdu le chef lieu de canton en 2015 au profit de Vidauban, entrant par là dans le canton de Vidauban.

## Géographie
Ce canton était organisé autour de Lorgues dans l'arrondissement de Draguignan. Son altitude varie de 16 m (Les Arcs) à 444 m (Le Thoronet) pour une altitude moyenne de 155 m.
Il regroupait trois communes de la Communauté D'agglomération Dracénoise et une de la Communauté de communes Cœur du Var.

## Représentation

### Conseillers généraux de 1833 à 2015
| Période | Période      | Identité                                                    | Étiquette    | Qualité |
| ------- | ------------ | ----------------------------------------------------------- | ------------ | --- |
| 1833    | 1845         | François-Henry de Gasquet                                   | Royaliste    | Agronome Maire du Thoronet (1810-1820) Député (1820-1824)                                                             |
| 1845    | 1848         | Antoine-Victor Blanc (1799-1867)                            |              | Avocat - Maire de Lorgues                                                                                             |
| 1848    | 1861         | Auguste Jean-Baptiste Comte d'Agnel-Bourbon (1787-1873)     |              | Propriétaire à Lorgues, conseiller d'arrondissement                                                                   |
| 1861    | 1867 (décès) | Antoine-Victor Blanc                                        |              | Avocat - Maire de Lorgues                                                                                             |
| 1867    | 1870         | Jean-Baptiste Siméon (1814-1891)                            |              | Docteur en médecine à Lorgues                                                                                         |
| 1870    | 1870         | Toussaint Ferréol Victorien Bonnefoy (1821-1889)            |              | Notaire à Lorgues |
| 1870    | 1871         | Laurent Emmanuel Collomp (1821-1893)                        |              | Cordier, receveur-buraliste à Lorgues                                                                                 |
| 1871    | 1874         | Louis Anatole Leclerc de Juigné, Comte de Lassigny (1821-?) |              | Propriétaire aux Arcs                                                                                                 |
| 1874    | 1892         | François Cordouan                                           | Républicain  | Docteur en médecine à Lorgues                                                                                         |
| 1892    | 1898         | Adolphe Fichet                                              | Républicain  | Commandant de la Territoriale Propriétaire et ancien maire de Lorgues                                                 |
| 1898    | 1902 (décès) | Pierre Marie Charles Sylvain Lauret (1863-1902)             | Rad.         | Directeur de l'école primaire supérieure de La Seyne                                                                  |
| 1902    | 1919         | Pascal d'Aix                                                | Rad.         | Consul général de France à Bilbao puis à Genève Propriétaire aux Arcs (Var)                                           |
| 1919    | 1922         | Alexandre Hugues                                            | Rad.         | Médecin Maire des Arcs (Var)                                                                                          |
| 1922    | 1940         | Adrien Evesque                                              | Rad.         | Industriel Maire de Lorgues (1919-1941)                                                                               |
|         |              |                                                             |              | |
| 1943    | 1945         | Émile Rouvier                                               |              | Maire des Arcs Nommé conseiller départemental en 1943                                                                 |
|         |              |                                                             |              | |
| 1945    | 1992         | Édouard Soldani                                             | SFIO puis PS | Enseignant Sénateur (1946-1958 et 1959-1986) Président du Conseil Général (1956-1985) Maire de Draguignan (1959-1984) |
| 1992    | 1998         | Pierre Perrin                                               | DVD          | Chef d'entreprise Conseiller municipal de Lorgues                                                                     |
| 1998    | 2015         | Barthélemy Mariani                                          | PS           | Professeur en retraite Maire de Lorgues (1983-2008)                                                                   |

### Conseillers d'arrondissement (de 1833 à 1940)
| Période                                  | Période      | Identité                                     | Étiquette      | Qualité |
| ---------------------------------------- | ------------ | -------------------------------------------- | -------------- | --- |
| 1833                                     | 1836         | Hippolyte Martin                             |                | Avocat |
| 1836                                     | 1845         | André-Victor Blanc                           |                | Avocat |
| 1845                                     | 1848         | Auguste-Jean-Baptiste, Comte d'Agnel-Bourbon |                | Propriétaire à Lorgues                                                                                      |
| 1848                                     | 1867         | Jean-Baptiste Siméon                         |                | Docteur en médecine                                                                                         |
| 1867                                     | 1870         | Albert-Charles-Hilarion de Roux              |                | Propriétaire à La Fare (Bouches-du-Rhône), natif de Lorgues                                                 |
| 1871                                     | 1874         | Jean-Louis Gastinel (1813-1877)              |                | Propriétaire, maire des Arcs                                                                                |
| 1874                                     | 1875 (décès) | Vital-Florent-Camille Carle (1838-1875)      |                | Propriétaire aux Arcs                                                                                       |
| 1875                                     | 1880         | François Berthet                             |                | Sériciculteur aux Arcs                                                                                      |
| 1880                                     | 1907         | Louis-Victor Lambert                         | Républicain    | Propriétaire, maire des Arcs                                                                                |
| 1907                                     | 1913         | Charles Arnaud (1861-1928)                   | Rad. puis SFIO | Propriétaire, maire de Lorgues (1909-1912)                                                                  |
| 1913                                     | 1919         | Ernest Daydé                                 |                | Agriculteur, maire du Thoronet (1908-1919)                                                                  |
| 1919                                     | 1925         | Joseph Vian                                  | Radical        | Juge à Draguignan, propriétaire à Lorgues                                                                   |
| 1925                                     | 1937         | Augustin Courdouan                           | SFIO           | Propriétaire, négociant en vins et grain, maire de Taradeau                                                 |
| 1937                                     | 1940         | Marius Maurin                                | Radical        | Président de la coopérative vinicole des Arcs                                                               |
| 1940                                     |              |                                              |                | Les conseils d'arrondissement ont été suspendus par la loi du 12 octobre 1940 et n'ont jamais été réactivés |
| Les données manquantes sont à compléter. |              |                                              |                | |

## Composition
Le canton de Lorgues groupe 4 communes et compte 19 532 habitants.
| Nom                 | Code Insee | Intercommunalité                          | Superficie (km2) | Population (dernière pop. légale) | Densité (hab./km2) |
| ------------------- | ---------- | ----------------------------------------- | ---------------- | --------------------------------- | ------------------ |
| Lorgues (chef-lieu) | 83072      | CA Dracénie Provence Verdon agglomération | 64,37            | 9 116 (2014)                      | 142                |
| Les Arcs            | 83004      | CA Dracénie Provence Verdon agglomération | 54,26            | 7 171 (2014)                      | 132                |
| Taradeau            | 83134      | CA Dracénie Provence Verdon agglomération | 17,31            | 1 816 (2014)                      | 105                |
| Le Thoronet         | 83136      | CC Cœur du Var                            | 37,53            | 2 419 (2014)                      | 64                 |

## Démographie
| 1962  | 1968  | 1975  | 1982   | 1990   | 1999   | 2006   | 2009 |
| ----- | ----- | ----- | ------ | ------ | ------ | ------ | ---- |
| 6 895 | 7 695 | 8 607 | 10 575 | 13 398 | 15 805 | 18 355 | -    |